# فرودگاه کالسکاگ
فرودگاه کالسکاگ (به انگلیسی: Kalskag Airport) یک فرودگاه همگانی با کد یاتا KLG است که یک باند فرود شن دارد و طول باند آن ۹۶۷ متر است. این فرودگاه در کشور ایالات متحده آمریکا قرار دارد و در ارتفاع ۱۷ متری از سطح دریا واقع شده است.